# Eremias vermiculata
Espèce
Synonymes
- Poderces pylzowi Strauch, 1876

Eremias vermiculata est une espèce de sauriens de la famille des Lacertidae.

## Répartition
Cette espèce se rencontre :
- en Mongolie ;
- en Mongolie-Intérieure, au Níngxià, au Gansu et au Xinjiang en Chine ;
- dans le sud-est du Kazakhstan.

## Publication originale
- Blanford, 1875 : List of Reptilia and Amphibia collected by the late Dr. Stoliczka in Kashmir, Ladák, eastern Turkestán, and Wakhán, with descriptions of new species. The journal of the Asiatic Society of Bengal, vol. 44, part. 2, n. 3, p. 191-196 (texte intégral).